# Base Aérea de Ben Guerir
La Base Aérea de Ben Guerir (ICAO: GMMG) es una base de la Real Fuerza Aérea de Marruecos en la región de Marrakech-Safí, ubicada a unos 57,9 kilómetros al norte de Marrakech, cerca de la ciudad de Ben Guerir. También es conocida como Sexta Base de la Real Fuerza Aérea o BAFRA N.º 6. Anteriormente sirvió como base de la Fuerza Aérea de los Estados Unidos y sitio de aterrizaje alternativo para el Transbordador Espacial. 

## Historia
La base aérea de Ben Guerir fue construida en 1951 por el Comando Aéreo Estratégico (SAC) de Estados Unidos, como una de las cinco bases construidas en lo que entonces era la África del Norte francesa para el SAC durante un "programa intensivo" que comenzó en 1950. La localización de la base permitía el rápido despliegue de Boeing B-47 Stratojet con armas nucleares, sin requerir reabastecimiento aéreo. Aeronaves Boeing KC-97 Stratofreighter también se desplegaron desde la base. 
Tras la independencia de Marruecos en 1956, el gobierno de Mohammed V quería que la Fuerza Aérea de los EE. UU. se retirara de las bases del SAC en Marruecos, insistiendo en tal acción después de la intervención estadounidense en el Líbano en 1958. Los Estados Unidos aceptaron retirarse a partir de diciembre de 1959, y abandonaron completamente la base en 1963.
La base fue designada como sitio de Aterrizaje Transatlántico de Aborto (TAL en sus siglas en inglés) para el transbordador espacial en julio de 1988, reemplazando el antiguo sitio TAL en Casablanca. La base dejó de utilizarse para este fin en 2005, después de apoyar 83 misiones del Transbordador Espacial.
La base alberga una Escadre de Chasse (ala de combate), con tres escuadrones de General Dynamics F-16C/D Fighting Falcons.
Los primeros cuatro F-16 marroquíes fueron entregados a la base aérea de Ben Guerir a principios de agosto de 2011.

## Instalaciones
Ben Guerir tiene una pista de aterrizaje orientada en dirección Norte-Sur. Tiene 61 metros de ancho, con hombros de 7,6 metros y 4.182 metros de largo.